# Brickaville
Brickaville (lub Ampasimanolotra) – miasto we wschodniej części Madagaskaru, w prowincji Toamasina. Liczy 23 516 mieszkańców (2005). Miasto jest stolicą dystryktu o tej samej nazwie. 

## Historia
Do 1912 roku miejscowość nosiła nazwę Ampasimanolotra, a potem zmieniono ją na Vohibinany. Współczesna nazwa pochodzi od nazwiska dyrektora robót publicznych Charlesa Bricka (1845–1899). Zajmował się wydobyciem grafitu i był jedną z osób odpowiedzialnych za budowę linii kolejowej Tananarive-Côte-Est. Na jego cześć w 1947 roku zmieniono nazwę miejscowości na Brickaville. Wcześniej (1902) jego imieniem nazwano most kolejowy i stację, a potem nazwę rozszerzono na całe miasto. W 2002 roku most okupowali zwolennicy prezydenta Ritsiraki, blokując przepływ towarów pomiędzy stolicą a wybrzeżem.   

## Gospodarka
W czasach kolonialnych w okolicy były zakładane plantacje kakao. W 1937 roku w mieście powstała pierwsza na Madagaskarze fabryka czekolady Chocolaterie Robert, którą założyło francuskie małżeństwo Robert. W 1958 roku fabryka została sprzedana rodzinie Berger i przeniesiona do Antananarywy. Fabryka z ziaren kakaowca zbieranych z dzikich krzewów w okolicy produkuje czekoladę Brickaville. Tabliczka czekolady we Francji kosztuje 16 euro, czyli około  64 000 madagaskarskich ariarów. Gdy plantacje kakao zostały przeniesione w okolice Ambanja w północno-zachodniej części kraju, zastąpiły je uprawy trzciny cukrowej. Gospodarka jest skupiona głównie na przetwórstwie trzciny cukrowej. Cukrownia SIRAMA w Brickaville mogła przerabiać 50 ton trzciny cukrowej na godzinę, ale w 2007 roku fabryka z powodu spadku sprzedaży została zamknięta. Po zamknięciu cukrowni pracownicy stworzyli spółdzielnię i zajęli się produkcją cukru ekologicznego. Na podstawie umowy z 2015 roku firma połączyła się z Compagnie Vidzar, tworząc nową spółkę SASM (Société Agricole et Sucrière de Madagascar). Zaplanowano ponowne uruchomienie fabryki. Z powodu strajku, który rozpoczęli w czerwcu 2018 roku pracownicy domagający się zaległych wynagrodzeń, fabryka nadal nie działała. W lipcu 2020 roku fabryka przeszła pozytywnie testy po modernizacji i jest gotowa do uruchomienia produkcji.  
Przez miasto przebiega Route nationale 2. Położone jest nad rzeką Rianila, w odległości 105 km na południe od Toamasiny i 220 km na wschód od Antananarywy, stolicy kraju. Linia kolejowa Tananarive-Côte-Est została zbudowana w latach 1911–1913. 